# Otto Theel
Otto Theel (* 1940 in Stettin, Pommern) ist ein deutscher Politiker (SED, PDS, Die Linke) und Ingenieur. Er war von Oktober 2004 bis zum 22. Mai 2008 Mitglied im Landtag Brandenburg.

## Leben und Beruf
Otto Theel wurde 1940 in Stettin geboren. Er studierte von 1959 bis 1962 Stahlwerkstechnik an der Ingenieurschule für Stahlgewinnung in Hennigsdorf. Anschließend arbeitete er bis 1978 als Ingenieur für Planung/Betriebsentwicklung im VEB Stahl- und Walzwerk Brandenburg. Während dieser Zeit erwarb er an der Ingenieurschule für Automatisierungstechnik in Leipzig von 1965 bis 1969 den Abschluss Ingenieur für BMSR-Technik.
1978 wechselte er als Mitarbeiter für Wirtschaft der SED-Kreisleitung Brandenburg (Havel). Dort war er von 1981 bis 1984 Abteilungsleiter für Wirtschaft. 1985 wurde er Sekretär für Wirtschaft der SED-Kreisleitung Neuruppin und 1989–1990 schließlich Vorsitzender des Rates des Kreises Neuruppin. Nach der Wende arbeitete er zunächst bis 1993 als Geschäftsführer. Von 1994 bis 2004 war er Bürgermeister der Stadt Neuruppin.
Er ist verheiratet und hat zwei Kinder.

## Politik
Otto Theel wurde 1968 Mitglied der SED. Von 1990 bis 1993 war er Abgeordneter des Kreistages Neuruppin und 1993–2004 Stadtverordneter in Neuruppin. Bei der Landtagswahl 2004 wurde er im Wahlkreis Ostprignitz-Ruppin I direkt als Mitglied des Landtages gewählt. Er vertrat seine Fraktion als Mitglied im Ausschuss für Haushalt und Finanzen sowie im Innenausschuss. Mit Ablauf des 22. Mai 2008 schied er vor Ende der Wahlperiode aus dem Parlament aus. Er legte sein Mandat nieder, da er wegen Vorteilsnahme im Amt während seiner Amtszeit als Neuruppiner Bürgermeister am 15. Mai 2008 zu einer neunmonatigen Haftstrafe auf Bewährung verurteilt worden ist. Für ihn rückte Andreas Trunschke nach.